# Grumman E-1 Tracer
Le Grumman E-1 Tracer est un avion de veille radar (AWACS en anglais) conçu et réalisé par Grumman pour les besoins de l'US Navy. Il est considéré comme le premier avion de ce type spécialement conçu pour cette mission.

## Histoire
Au milieu des années 1950, la marine américaine faisait reposer sa veille radar aéroportée, c'est-à-dire le fait de pouvoir détecter au-delà de la portée radar de ses navires grâce à des aéronefs, sur des monomoteurs Douglas AD-5W relativement obsolescents. En effet ces avions avaient été initialement pensés pour l'attaque au sol et ensuite adapté à cette mission "électronique". Mais la guerre froide avait radicalement changé la donne, et la menace que l'URSS faisait désormais peser sur les navires de guerre des États-Unis semblait bien réelle. Il était donc temps pour les Américains de disposer d'un véritable radar volant.
C'est en juin 1956 que la marine américaine passa commande pour un prototype désigné Grumman G-95. Celui-ci était en fait un Grumman TF-1 Trader modifié par l'ajout d'un radar AN/APS-82 à radôme fixe et par divers modifications aérodynamiques. L'avion fut essayé en vol par les équipes du constructeur et de l'US Navy, et finalement commandé en série.
Le premier exemplaire de série entra en service actif au sein de l'unité VAW-12 le 1er mars 1958. Initialement cet avion, baptisé Tracer, était désigné WF-2 par l'US Department of Defence. Au total ce sont 88 avions de ce type qui servirent jusqu'en 1977. En 1962, le WF-2 changea de désignation et devint E-1B sans toutefois changer de patronyme.
Le premier déploiement opérationnel sur porte-avions eut lieu en avril 1960 à bord de l'USS Constellation. Le Tracer participa activement à la guerre du Vietnam où il accompagnait les chasseurs et avions d'attaque comme le A-6 Intruder ou le F-8 Crusader leur indiquant la présence éventuelle de chasseurs ennemis comme le redoutable MiG-19 Farmer.
À partir de 1972, il laissa peu à peu la place au E-2 Hawkeye dans les unités de première ligne, et fut donc versée à des unités de réserve. Il fut définitivement rayé des cadres de la marine américaine à la fin 1977. Le Tracer ne fut jamais exporté.

## Aspect technique
Le Grumman E-1 Tracer se présente sous la forme d'un monoplan bimoteur à aile haute construit en métal. Il possède un train d'atterrissage tricycle escamotable. Son imposant empennage a double dérive a été conçu pour réduire l'impact du radôme sur la traînée et ainsi rendre l'avion plus stable. Comme tous les avions destinés à opérer depuis un porte-avions il dispose d'une crosse d'appontage. Ses ailes étaient repliables pour faciliter son entreposage dans les hangars des navires.
Cet avion était servi par un équipage de quatre personnes, deux pilotes installés dans un cockpit biplace côte à côte, et deux opérateurs radar installés quant à eux dans la partie arrière de la machine. Ce type d'avion ne possédait pas de système d'éjection.

## Versions
- WF ou aussi parfois WF-1 : Désignation attribuée au prototype.
- WF-2 : Désignation attribué à la version de série. Transformée en E-1B en septembre 1962.

## Opérateurs
- États-Unis
  - United States Navy
    - VAW-11, unité d'active.
    - VAW-12, unité d'active.
    - VAW-78, unité de réserve.
    - VAW-111, unité d'active.
    - VAW-112, unité d'active.
    - VAW-120, unité de réserve.
    - VAW-207, unité de réserve.
    - VAW-307, unité de réserve.

## Aéronefs préservés
En 2012, des Grumman E-1B Tracer sont préservés dans différents musées aux États-Unis.
- Le New England Air Museum à Windsor Locks aux États-Unis.
- L'Intrepid Sea-Air-Space Museum à New York aux États-Unis.
- Le National Museum of Naval Aviation, sur la base aéronavale de Pensacola aux États-Unis.
- Pima Air and Space Museum à Tucson aux États-Unis.

## Photos

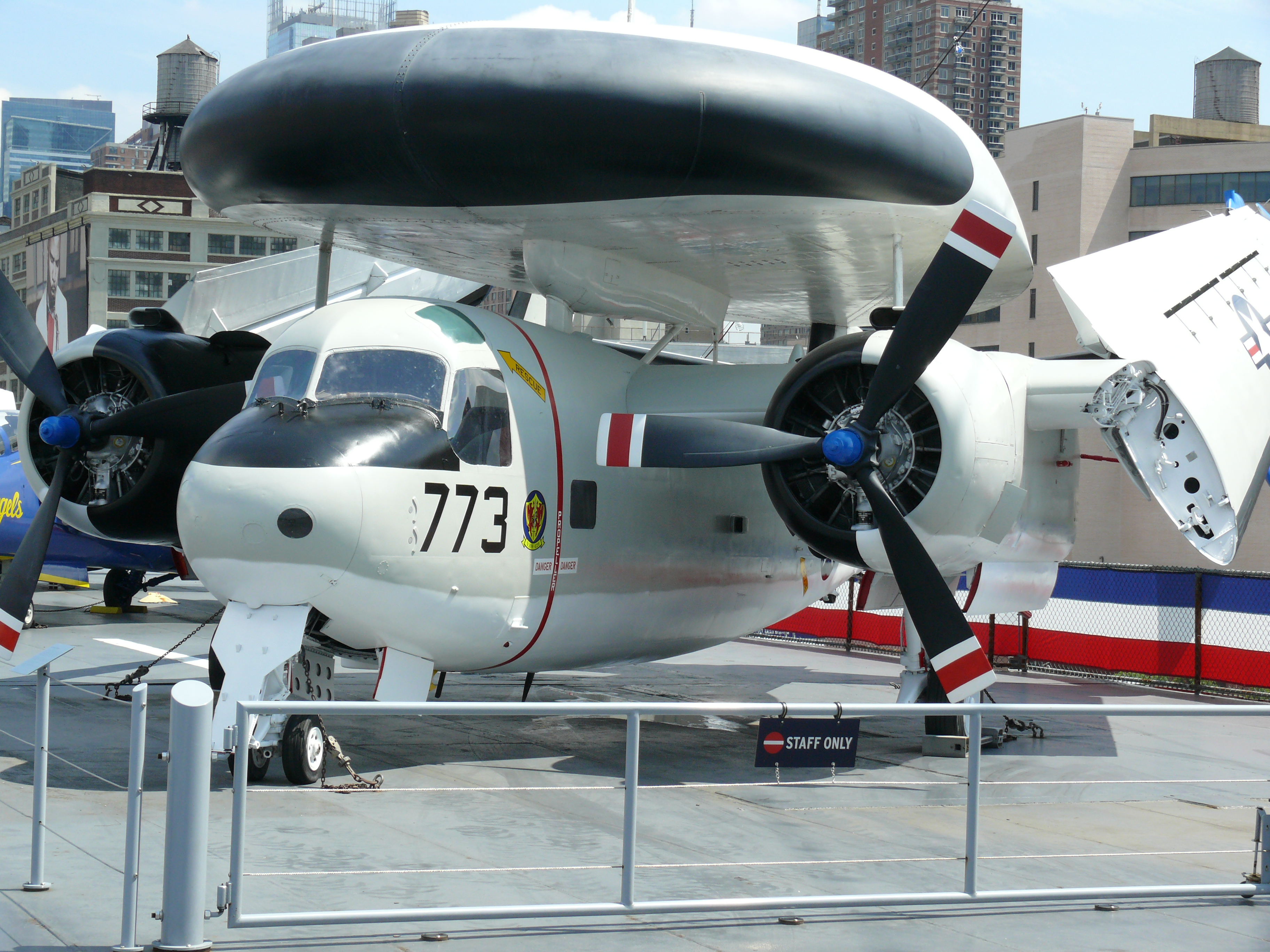
Grumman E-1B sur le pont du porte-avions USS Intrepid.
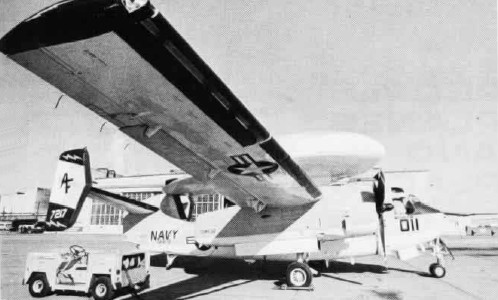
Grumman E-1B en 1977.
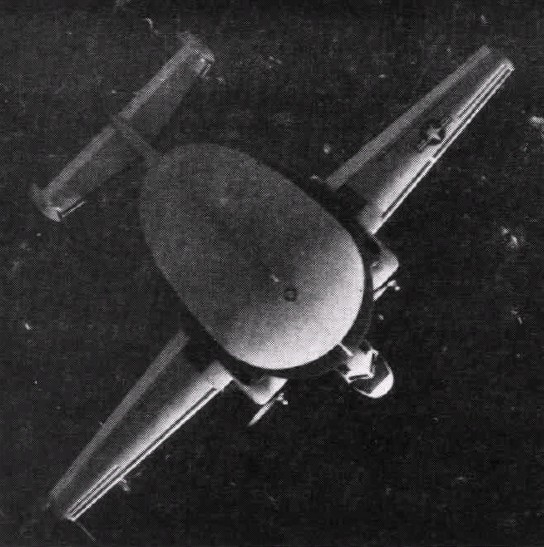
Grumman E-1B vu du dessus.
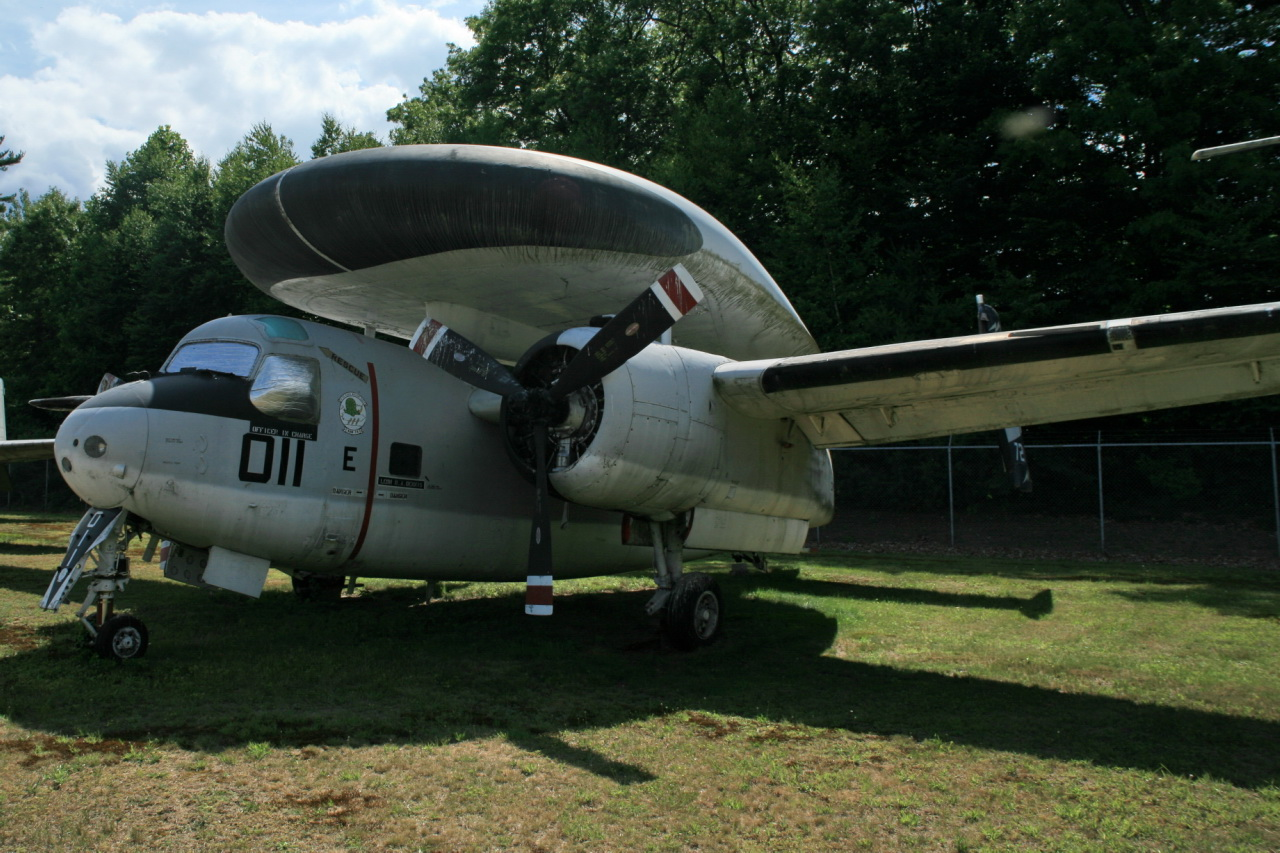
Grumman E-1B préservé dans un musée des États-Unis.
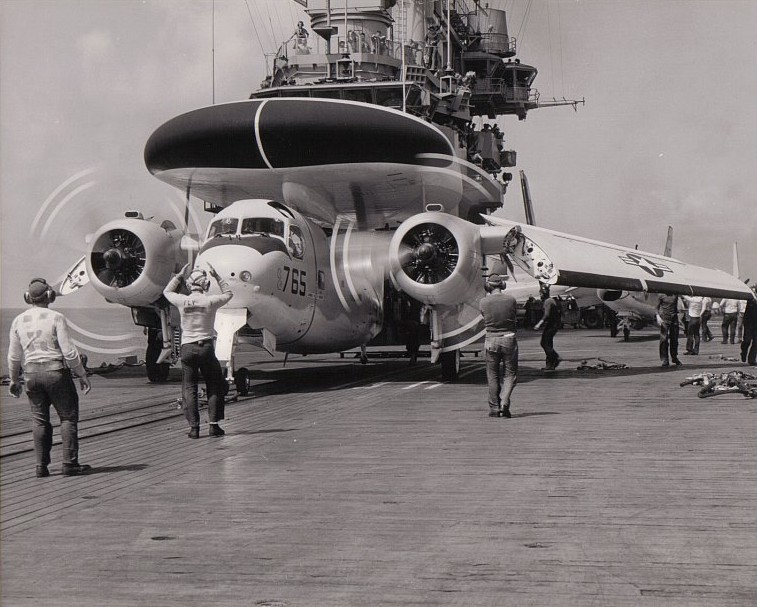
Grumman E-1B déployant ses ailes.
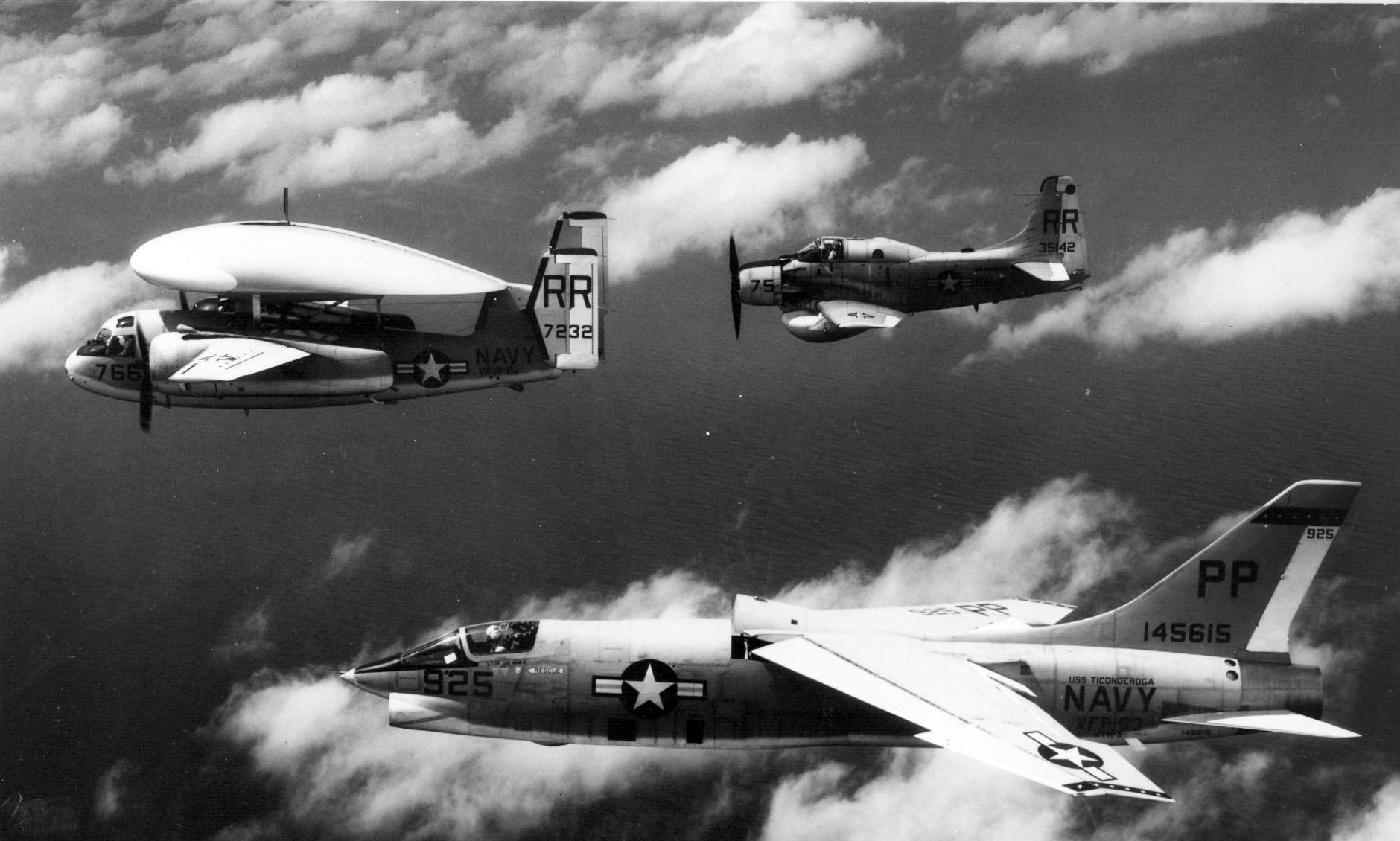
Grumman E-1B volant de conserve avec un Douglas EA-1E et avec un Vought RF-8A.
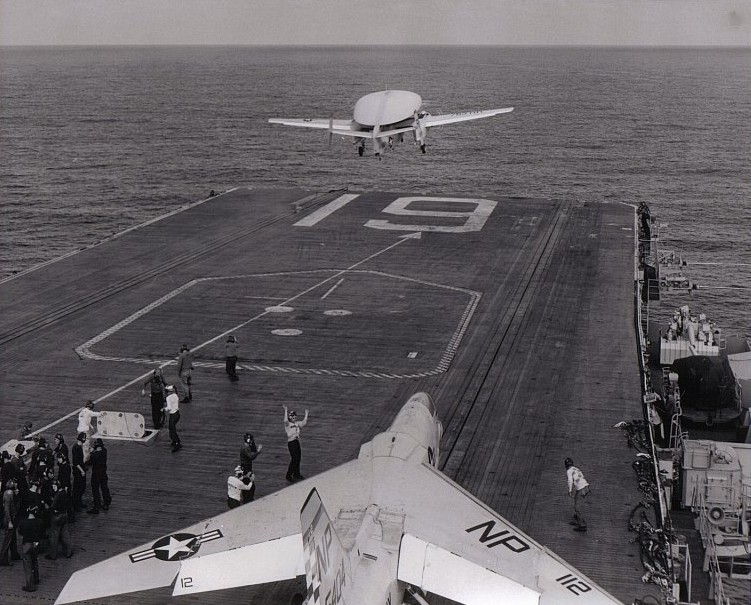
Grumman E-1B quittant le pont de l'USS Hancock.

## Développements liés
- Grumman C-1 Trader
- Grumman S-2 Tracker